# Campeonato Brasileiro de Futebol de 1999
O Campeonato Brasileiro de Futebol de 1999 foi a 44.ª edição do Campeonato Brasileiro e foi vencido pelo Corinthians, que conquistou o seu terceiro título brasileiro (os anteriores tinham sido em 1990 e 1998).
Neste ano, a CBF mudou o critério de rebaixamento, determinando que cairiam para a Série B em 2000 os quatro clubes que tivessem a menor média de pontos nos campeonatos de 1998 e 1999. A complexa forma de contagem de pontos, somada às decisões do STJD no contexto do Caso Sandro Hiroshi, levaram o rebaixamento a ser questionado na Justiça comum (ver item "A Polêmica do rebaixamento", abaixo), provocando alterações profundas no Campeonato Brasileiro seguinte, realizado em módulos, não em divisões, e que recebeu a denominação Copa João Havelange. 
Neste torneio de 2000, juntamente com os demais times da Série A de 1999, Gama – que, não rebaixado em campo, recorreu ao Judiciário – e Juventude disputaram o Módulo Azul, considerado uma forma de primeira divisão, enquanto Botafogo-SP e Paraná disputaram o Módulo Amarelo, considerado uma forma de segunda divisão. Oficialmente, porém, existiu uma única competição de 116 clubes, os quais foram divididos em 4 módulos.
Em 2001, como todos os times do Módulo Azul ganharam vaga na Série A (incluso Gama e Juventude), Botafogo-SP e Paraná também se fizeram presentes, independentemente do desempenho anterior, dando-se então tratamento isonômico aos quatro times da não efetivada zona de descenso de 1999.

## Equipes participantes
| Equipe              | Cidade         | Estado | Em 1998      | Estádio          | Títulos                                        |
| ------------------- | -------------- | ------ | ------------ | ---------------- | ---------------------------------------------- |
| Atlético Mineiro    | Belo Horizonte | MG     | 9º           | Mineirão         | 1937, 1971                                     |
| Atlético Paranaense | Curitiba       | PR     | 16º          | Arena da Baixada | não possui                                     |
| Botafogo            | Rio de Janeiro | RJ     | 14º          | Maracanã         | 1968, 1995                                     |
| Botafogo-SP         | Ribeirão Preto | SP     | 2º (Série B) | Santa Cruz       | não possui                                     |
| Corinthians         | São Paulo      | SP     | Campeão      | Pacaembu         | 1990, 1998                                     |
| Coritiba            | Curitiba       | PR     | 6º           | Couto Pereira    | 1985                                           |
| Cruzeiro            | Belo Horizonte | MG     | 2º           | Mineirão         | 1966                                           |
| Flamengo            | Rio de Janeiro | RJ     | 11º          | Maracanã         | 1980, 1982, 1983, 1992                         |
| Gama                | Gama           | DF     | 1º (Série B) | Bezerrão         | não possui                                     |
| Grêmio              | Porto Alegre   | RS     | 8º           | Olímpico         | 1981, 1996                                     |
| Guarani             | Campinas       | SP     | 19º          | Brinco de Ouro   | 1978                                           |
| Internacional       | Porto Alegre   | RS     | 12º          | Beira-Rio        | 1975, 1976, 1979                               |
| Juventude           | Caxias do Sul  | RS     | 18º          | Alfredo Jaconi   | não possui                                     |
| Palmeiras           | São Paulo      | SP     | 5º           | Parque Antártica | 1960, 1967, 1967, 1969, 1972, 1973, 1993, 1994 |
| Paraná              | Curitiba       | PR     | 20º          | Durival Britto   | não possui                                     |
| Ponte Preta         | Campinas       | SP     | 17º          | Moisés Lucarelli | não possui                                     |
| Portuguesa          | São Paulo      | SP     | 4º           | Canindé          | não possui                                     |
| Santos              | Santos         | SP     | 3º           | Vila Belmiro     | 1961, 1962, 1963, 1964, 1965, 1968             |
| São Paulo           | São Paulo      | SP     | 15º          | Morumbi          | 1977, 1986, 1991                               |
| Sport               | Recife         | PE     | 7º           | Ilha do Retiro   | 1987                                           |
| Vasco da Gama       | Rio de Janeiro | RJ     | 10º          | São Januário     | 1974, 1989, 1997                               |
| Vitória             | Salvador       | BA     | 13º          | Barradão         | não possui                                     |

- Títulos listados até 1999

## Fórmula de disputa
Primeira fase: Os 22 clubes jogam todos contra todos, em turno único. Classificam-se para a Fase Final os 8 primeiros colocados.
Fase final (com quartas de final, semifinais e final): sistema eliminatório, com disputas em até três jogos (ou duas vitórias), tendo os clubes com melhor campanha o mando de campo do segundo e (se for o caso) também do terceiro jogo.

## Primeira fase
| Pos. | Equipes             | P  | J  | V  | E | D  | GP | GC | SG  | %  | Classificação ou rebaixamento     |
| ---- | ------------------- | -- | -- | -- | - | -- | -- | -- | --- | -- | --------------------------------- |
| 1    | Corinthians         | 44 | 21 | 14 | 2 | 5  | 49 | 31 | +17 | 70 | Classificados às quartas-de-final |
| 2    | Cruzeiro            | 42 | 21 | 12 | 6 | 3  | 46 | 32 | +14 | 67 | Classificados às quartas-de-final |
| 3    | Vasco da Gama       | 36 | 21 | 10 | 6 | 5  | 33 | 23 | +10 | 57 | Classificados às quartas-de-final |
| 4    | Ponte Preta         | 35 | 21 | 10 | 5 | 6  | 23 | 16 | +7  | 56 | Classificados às quartas-de-final |
| 5    | São Paulo1          | 34 | 21 | 11 | 1 | 9  | 35 | 24 | +11 | 54 | Classificados às quartas-de-final |
| 6    | Vitória             | 34 | 21 | 10 | 4 | 7  | 31 | 33 | –2  | 54 | Classificados às quartas-de-final |
| 7    | Atlético Mineiro    | 33 | 21 | 10 | 3 | 8  | 39 | 30 | +9  | 52 | Classificados às quartas-de-final |
| 8    | Guarani             | 33 | 21 | 10 | 3 | 8  | 31 | 22 | +9  | 52 | Classificados às quartas-de-final |
| 9    | Atlético Paranaense | 31 | 21 | 9  | 4 | 8  | 36 | 31 | +5  | 49 |                                   |
| 10   | Palmeiras           | 31 | 21 | 8  | 7 | 6  | 36 | 23 | +13 | 49 |                                   |
| 11   | Santos              | 30 | 21 | 8  | 6 | 7  | 25 | 26 | –1  | 48 |                                   |
| 12   | Flamengo            | 29 | 21 | 9  | 2 | 10 | 30 | 33 | –3  | 46 |                                   |
| 13   | Coritiba            | 29 | 21 | 7  | 8 | 6  | 31 | 29 | +2  | 46 |                                   |
| 14   | Botafogo1           | 26 | 21 | 8  | 2 | 11 | 23 | 37 | –14 | 41 |                                   |
| 15   | Gama                | 26 | 21 | 7  | 5 | 9  | 24 | 29 | –5  | 41 |                                   |
| 16   | Internacional1      | 24 | 21 | 7  | 3 | 11 | 18 | 26 | –8  | 38 |                                   |
| 17   | Paraná              | 24 | 21 | 6  | 6 | 9  | 23 | 29 | –6  | 38 |                                   |
| 18   | Grêmio              | 22 | 21 | 6  | 4 | 11 | 24 | 43 | –19 | 35 |                                   |
| 19   | Juventude           | 22 | 21 | 5  | 7 | 9  | 18 | 32 | –14 | 35 |                                   |
| 20   | Botafogo-SP         | 21 | 21 | 5  | 6 | 10 | 27 | 38 | –11 | 33 |                                   |
| 21   | Portuguesa          | 18 | 21 | 4  | 6 | 11 | 27 | 31 | –4  | 29 |                                   |
| 22   | Sport               | 17 | 21 | 3  | 8 | 10 | 14 | 25 | –11 | 27 |                                   |

1Em função do "Caso Sandro Hiroshi", o São Paulo perdeu no tribunal os jogos contra Internacional e Botafogo, ambos por 1 a 0.

## Fase final
|  | Quartas de final | Quartas de final | Quartas de final | Quartas de final | Quartas de final |               |             | Semifinais | Semifinais | Semifinais | Semifinais |             |   | Final | Final | Final | Final | Final | Final | Final | Final | Final | Final |
|  |                  |                  |                  |                  |                  |               |             |            |            |            |            |             |   |       |       |       |       |       |       |       |       |       |       |
|  | 1                | Corinthians      | 0                | 2                | 1                |               |             |            |            |            |            |             |   |       |       |       |       |       |       |       |       |       |       |
|  | 8                | Guarani          | 0                | 0                | 1                |               |             |            |            |            |            |             |   |       |       |       |       |       |       |       |       |       |       |
|  | 8                | Guarani          | 0                | 0                | 1                |               | Corinthians | 3          | 2          |            |            |             |   |       |       |       |       |       |       |       |       |       |       |
|  |                  |                  |                  |                  |                  |               | Corinthians | 3          | 2          |            |            |             |   |       |       |       |       |       |       |       |       |       |       |
|  |                  | São Paulo        | 2                | 1                |                  |               |             |            |            |            |            |             |   |       |       |       |       |       |       |       |       |       |       |
|  | 4                | São Paulo        | 2                | 1                | Ponte Preta      | 2             | 2           | 2          |            |            |            |             |   |       |       |       |       |       |       |       |       |       |       |
|  | 4                |                  |                  |                  | Ponte Preta      | 2             | 2           | 2          |            |            |            |             |   |       |       |       |       |       |       |       |       |       |       |
|  | 5                | São Paulo        | 3                | 1                | 3                |               |             |            |            |            |            |             |   |       |       |       |       |       |       |       |       |       |       |
|  | 5                | São Paulo        | 3                | 1                | 3                |               |             |            |            |            |            | Corinthians | 2 | 2     | 0     |       |       |       |       |       |       |       |       |
|  |                  |                  |                  |                  |                  |               |             |            |            |            |            |             | 2 | 2     | 0     |       |       |       |       |       |       |       |       |
|  |                  | Atlético Mineiro | 3                | 0                | 0                |               |             |            |            |            |            |             |   |       |       |       |       |       |       |       |       |       |       |
|  | 3                | Atlético Mineiro | 3                | 0                | 0                | Vasco da Gama | 4           | 2          | 1          |            |            |             |   |       |       |       |       |       |       |       |       |       |       |
|  | 3                |                  |                  |                  |                  | Vasco da Gama | 4           | 2          | 1          |            |            |             |   |       |       |       |       |       |       |       |       |       |       |
|  | 6                | Vitória          | 5                | 2                | 1                |               |             |            |            |            |            |             |   |       |       |       |       |       |       |       |       |       |       |
|  | 6                | Vitória          | 5                | 2                | 1                |               | Vitória     | 0          | 2          | 0          |            |             |   |       |       |       |       |       |       |       |       |       |       |
|  |                  |                  |                  |                  |                  |               | Vitória     | 0          | 2          | 0          |            |             |   |       |       |       |       |       |       |       |       |       |       |
|  |                  | Atlético Mineiro | 3                | 1                | 3                |               |             |            |            |            |            |             |   |       |       |       |       |       |       |       |       |       |       |
|  | 2                | Atlético Mineiro | 3                | 1                | 3                | Cruzeiro      | 2           | 2          |            |            |            |             |   |       |       |       |       |       |       |       |       |       |       |
|  | 2                |                  |                  |                  |                  | Cruzeiro      | 2           | 2          |            |            |            |             |   |       |       |       |       |       |       |       |       |       |       |
|  | 7                | Atlético Mineiro | 4                | 3                |                  |               |             |            |            |            |            |             |   |       |       |       |       |       |       |       |       |       |       |
|  | 7                | Atlético Mineiro | 4                | 3                |                  |               |             |            |            |            |            |             |   |       |       |       |       |       |       |       |       |       |       |

## Final
Primeiro Jogo
| 12 de dezembro de 1999 | Atlético Mineiro         | 3 – 2 | Corinthians              | Mineirão, Belo Horizonte |
| 19:10 (UTC-3)          | Guilherme 15s', 27', 44' |       | 39' Vampeta · 69' Luizão | Público: 78,382          |

Atlético/MG: Kléber; Bruno, Cláudio Caçapa, Galván e Ronildo; Gallo, Valdir, Belletti (Edgar) e Robert; Marques (Adriano, mais tarde Cairo) e Guilherme. Técnico: Humberto Ramos.
Corinthians: Dida; César Prates (Marcos Senna), Luciano, Márcio Costa e Kléber (Augusto); Vampeta, Rincón (Gilmar) Ricardinho e Marcelinho Carioca. Edílson e Luizão. Técnico: Oswaldo de Oliveira.
Segundo Jogo
| 19 de dezembro de 1999 | Corinthians           | 2 – 0 | Atlético Mineiro | Morumbi, São Paulo                                        |
| 18:10 (UTC-3)          | Luizão 28', 59' 90+3' |       |                  | Público: Não divulgado Árbitro: Márcio Rezende de Freitas |

Corinthians: Dida; Índio, João Carlos, Márcio Costa e Kléber (Augusto); Vampeta, Gilmar, Ricardinho (Edu) e Marcelinho Carioca (Marcos Senna). Edílson e Luizão. Técnico: Oswaldo de Oliveira.
Atlético/MG: Velloso; Bruno, Galván, Cláudio Caçapa e Ronildo; Gallo, Valdir, Belletti (Mancini) e Robert (Adriano); Curê (Lincoln) e Guilherme. Técnico: Humberto Ramos.
Partida de Desempate
| 22 de dezembro de 1999 | Corinthians | 0 – 0 | Atlético Mineiro | Morumbi, São Paulo                                   |
|                        |             |       | 83' Belletti     | Público: Não divulgado Árbitro: Carlos Eugênio Simon |

Corinthians: Dida; Índio, João Carlos, Márcio Costa e Kléber; Gilmar (Edu), Vampeta (Marcos Senna), Rincón e Ricardinho. Marcelinho Carioca (Dinei) e Edílson. Técnico: Oswaldo de Oliveira.
Atlético/MG: Velloso; Bruno, Galván, Cláudio Caçapa e Ronildo; Gallo, Valdir (Mancini), Belletti e Robert (Adriano); Lincoln (Hernani) e Guilherme. Técnico: Humberto Ramos.

## Artilheiros
| Pos. | Jogador            | Clube            | Gols |
| ---- | ------------------ | ---------------- | ---- |
| 1    | Guilherme          | Atlético Mineiro | 28   |
| 2    | Alex Alves         | Cruzeiro         | 21   |
| 2    | Luizão             | Corinthians      | 21   |
| 3    | Marcelinho Carioca | Corinthians      | 15   |
| 4    | Edmundo            | Vasco            | 13   |
| 4    | Dodô               | Santos           | 13   |
| 5    | França             | São Paulo        | 12   |
| 5    | Romário            | Flamengo         | 12   |

## Premiação
| Campeonato Brasileiro de Futebol de 1999            |
| --------------------------------------------------- |
| Sport Club Corinthians Paulista Campeão (3° título) |

## Classificação geral
| Pos. | Equipes             | P  | J  | V  | E | D  | GP | GC | SG  | %  | Classificação ou rebaixamento                |
| ---- | ------------------- | -- | -- | -- | - | -- | -- | -- | --- | -- | -------------------------------------------- |
| 1    | Corinthians         | 59 | 29 | 18 | 5 | 6  | 61 | 38 | +23 | 68 | Fase de grupos da Copa Libertadores de 2000  |
| 2    | Atlético Mineiro    | 49 | 29 | 15 | 4 | 10 | 56 | 40 | +16 | 56 | Fase de grupos da Copa Libertadores de 2000  |
| 3    | Vitória             | 42 | 27 | 12 | 6 | 9  | 41 | 47 | –6  | 52 |                                              |
| 4    | São Paulo(2)        | 40 | 26 | 13 | 1 | 12 | 45 | 35 | +10 | 51 |                                              |
| 5    | Cruzeiro            | 42 | 23 | 12 | 6 | 5  | 50 | 39 | +11 | 61 |                                              |
| 6    | Ponte Preta         | 38 | 24 | 11 | 5 | 8  | 29 | 23 | +6  | 53 |                                              |
| 7    | Vasco da Gama       | 38 | 24 | 10 | 8 | 6  | 40 | 31 | +9  | 53 |                                              |
| 8    | Guarani             | 35 | 24 | 10 | 5 | 9  | 32 | 25 | +7  | 49 |                                              |
| 9    | Atlético Paranaense | 31 | 21 | 9  | 4 | 8  | 36 | 31 | +5  | 49 | Fase de grupos da Copa Libertadores de 20001 |
| 10   | Palmeiras           | 31 | 21 | 8  | 7 | 6  | 36 | 23 | +13 | 49 | Fase de grupos da Copa Libertadores de 20001 |
| 11   | Santos              | 30 | 21 | 8  | 6 | 7  | 25 | 26 | –1  | 48 |                                              |
| 12   | Flamengo            | 29 | 21 | 9  | 2 | 10 | 30 | 33 | –3  | 46 |                                              |
| 13   | Coritiba            | 29 | 21 | 7  | 8 | 6  | 31 | 29 | +2  | 46 |                                              |
| 14   | Botafogo(2)         | 26 | 21 | 8  | 2 | 11 | 23 | 37 | –14 | 41 |                                              |
| 15   | Gama                | 26 | 21 | 7  | 5 | 9  | 24 | 29 | –5  | 41 |                                              |
| 16   | Internacional(2)    | 24 | 21 | 7  | 3 | 11 | 18 | 26 | –8  | 38 |                                              |
| 17   | Paraná              | 24 | 21 | 6  | 6 | 9  | 23 | 29 | –6  | 38 |                                              |
| 18   | Grêmio              | 22 | 21 | 6  | 4 | 11 | 24 | 43 | –19 | 35 |                                              |
| 19   | Juventude           | 22 | 21 | 5  | 7 | 9  | 18 | 32 | –14 | 35 | Fase de grupos da Copa Libertadores de 20001 |
| 20   | Botafogo-SP         | 21 | 21 | 5  | 6 | 10 | 27 | 38 | –11 | 33 |                                              |
| 21   | Portuguesa          | 18 | 21 | 4  | 6 | 11 | 27 | 31 | –4  | 29 |                                              |
| 22   | Sport               | 17 | 21 | 3  | 8 | 10 | 14 | 25 | –11 | 27 |                                              |

1Palmeiras, Juventude e Atlético Paranaense tinham vaga garantida na Copa Libertadores de 2000 por serem campeões da Copa Libertadores de 1999, Copa do Brasil de 1999 e Seletiva Pré-Libertadores de 1999, respectivamente.

2Em função do "Caso Sandro Hiroshi", o São Paulo perdeu no tribunal os jogos contra Internacional e Botafogo, ambos por 1 a 0.

## Decisões de tribunal
O São Paulo, por ter incluído de forma irregular o jogador Sandro Hiroshi em duas partidas, perdeu 4 pontos no tribunal, relativos à vitória de 6 a 1 contra o Botafogo (4 de agosto) e ao empate de 2 a 2 com o Internacional (10 de outubro). Pela mesma decisão do STJD, o Internacional ganhou 2 pontos e o Botafogo, 3.
A partida entre Paraná e Vasco disputada em São Januário, Rio de Janeiro, no dia 19 de agosto, não terminou. Aos 44 minutos do segundo tempo, quando o terceiro jogador do Vasco foi expulso, o então vice-presidente de futebol do Vasco — Eurico Miranda — invadiu o gramado e retirou seu time de campo. O resultado parcial de 1 a 1 foi mantido pela CBF.

## A polêmica do rebaixamento
O critério para o rebaixamento à Série B em 1999 era a média dos pontos obtidos no campeonato atual e no anterior. O sistema de promédio é comum nos demais países sul-americanos, mas nunca havia sido usado no Brasileirão. 
Seriam rebaixados os clubes com as 4 menores médias. Mas, como o número de jogos na primeira fase baixou de 23 para 21 entre 1998 e 1999, era necessário fazer uma média ponderada entre as duas pontuações. A fórmula definida pela CBF para a média de pontos (MP) era:
MP = ( (P98/23) + (P99/21) ) / 2, sendo P98 a pontuação em 1998 e P99 a pontuação em 1999.
No caso de Gama e Botafogo-SP, que não disputaram o Campeonato de 1998 (já que haviam subido da Série B), a fórmula se reduzia a:
MP = P99/21
De acordo com os resultados de campo (isto é, não considerada a decisão do STJD de retirar os pontos do São Paulo nos jogos contra Botafogo e Internacional devido a problemas com o jogador Sandro Hiroshi), as médias de pontos dos clubes não classificados à fase final teriam sido (da menor para a maior):
1. Botafogo-SP: 1,000
2. Juventude: 1,089
3. Paraná: 1,093
4. Botafogo: 1,178
5. Internacional: 1,219
6. Gama: 1,238

Porém, com a decisão do STJD, as menores médias ficaram assim:
1. Botafogo-SP: 1,000
2. Juventude: 1,089
3. Paraná: 1,093
4. Gama: 1,238
5. Botafogo: 1,249
6. Internacional: 1,267

Ou seja: o Botafogo escapou do rebaixamento e o Gama-DF juntou-se a Botafogo-SP, Juventude e Paraná como rebaixado à Série B em 2000.
O clube do Distrito Federal não aceitou a decisão do tribunal e recorreu à Justiça comum. As disputas judiciais estenderam-se por meses e a CBF viu-se impedida de comandar o Campeonato Brasileiro de 2000. Ao final, o Clube dos 13 assumiu a organização do certame, que teve o nome de Copa João Havelange, com a participação de 116 clubes divididos em 4 módulos.

## Caso Sandro Hiroshi
Logo na terceira rodada do Brasileirão de 1999 (no dia 4 de agosto), o São Paulo goleou o Botafogo por 6 a 1 e, poucos dias depois, o alvinegro entrou com um pedido de anulação dessa partida, alegando que, em razão do bloqueio de seu passe, o atacante Sandro Hiroshi (que esteve em campo naquela goleada) teria atuado irregularmente. Esse pedido só foi julgado pela Comissão Disciplinar do TJD em 19 de outubro. Com isso, a Comissão Disciplinar tirou do São Paulo os três pontos daquela goleada e entregou-os ao Botafogo.
O time paulista ainda recorreu ao TJD, alegando que havia dezenas de outros jogadores com o passe bloqueado e, consequentemente, em situação tão irregular quanto a de Sandro Hiroshi. Em julgamento realizado no dia 3 de novembro, porém, o TJD apenas ratificou a decisão da primeira instância.
Posteriormente, o Internacional também ganhou da Comissão Disciplinar os pontos do seu jogo contra o São Paulo, em virtude da escalação irregular de Sandro Hiroshi. Igualmente ao Botafogo, o Internacional ganhou dois pontos, pois havia empatado o jogo contra o São Paulo. Com esses pontos, o Botafogo terminou o campeonato com média de aproveitamento superior à do Gama e acabou salvo do rebaixamento à Série B. O Internacional se salvaria do rebaixamento à Série B, mesmo se não tivesse ganho os pontos da partida contra o São Paulo.
Por sua vez, o Gama, que não estaria entre os rebaixados, se os resultados conquistados pelo São Paulo dentro de campo fossem mantidos, naturalmente não aceitou a situação e foi à Justiça Comum contra a CBF, que foi impedida de realizar o Campeonato Brasileiro do ano seguinte, sendo este organizado pelo Clube dos Treze e tendo o nome de Copa João Havelange.
Por não ter aceitado o seu rebaixamento à Série B em 1999, o Gama, com apoio do Sindicato dos Técnicos de Futebol do Distrito Federal e do PFL, entrou com uma ação na Justiça comum exigindo sua reintegração à Série A. Em junho de 2000, devido ao conflito de decisões entre STJD (contra o Gama) e a Justiça comum (a favor), com o processo ainda não tendo sido julgado em todas as instâncias, a CBF ficou impedida de publicar o regulamento do campeonato que deveria iniciar em seguida.
Um acordo com o Clube dos 13 foi a solução, e definiu que essa entidade organizaria um campeonato próprio, que mais tarde seria oficializado pela CBF, inclusive para definição das vagas brasileiras na Libertadores da América de 2001. Porém uma nova liminar obtida pelo Gama determinou sua inclusão no torneio. Com o temor de uma série de liminares de outros clubes, optou-se pela unificação das três divisões em um único certame.
Mais tarde, o Gama desistiu de dar prosseguimento ao processo. A FIFA, que havia banido o Gama (impedindo qualquer outro clube de disputar jogos oficiais contra o time brasiliense), também voltou atrás em sua decisão. Finalmente, a CBF ratificou oficialmente a Copa João Havelange como o Campeonato Brasileiro de Futebol de 2000.